# Sándor Bortnyik
Sándor Bortnyik (ur. 3 lipca 1893, zm. 31 grudnia 1976) – węgierski malarz i grafik, uczeń Józsefa Rippl - Rónaia, Károlya Kernstoka i Jánosa Vaszaryego. Po 1919 r. wyemigrował do Wiednia, a w 1922 r. do Weimaru, biorąc udział w twórczości Bauhausu. W latach 1917–1919 tworzył ekspresjonistyczne dzieła o tematyce rewolucyjnej (Czerwona lokomotywa, Czerwony maj), później pozostawał pod wpływem konstruktywizmu. Po II wojnie światowej szeroko zainteresował się socrealizmem. Po powrocie na Węgry założył szkołę plastyczną, która kontynuowała dokonania Bauhausu. Był również znany ze swojej twórczości plakatowej (także dla klientów indywidualnych). W latach 1949–1956 kierował węgierskim Moholy-Nagy Művészeti Egyetem (Uniwersytetem Artystycznym Moholy-Nagya).